# Rolls-Royce Twenty
El Rolls-Royce Twenty construido en 1922 y 1929 fue el "coche pequeño" de Rolls-Royce de la década de 1920 y fue producido junto con el 40/50 Silver Ghost y el Phantom. El propósito fue que el propietario fuera su conductor, pero muchos fueron vendidos a sus clientes con chófer.

## Ingeniería
Fue diseñado un nuevo motor de seis cilindros en línea con válvulas superiores para el coche de 3127 cc con un diámetro de cilindros de 76 mm y un recorrido del pistón de 114 mm. A diferencia del motor del Silver Ghost, los cilindros fueron fundidos en un bloque y la culata era desmontable. Se colocaron una bobina y un magneto de ignición. Los primeros coches tenían una caja de cambios manual de 3-velocidades con la palanca de cambio en el centro del vehículo, aunque esto cambió en 1925 con una unidad de 4-velocidades con el cambio de mano derecha tradicional. La potencia era transmitida al eje trasero con un árbol de transmisión con una junta universal en cada extremo.
El chasis substancial tenía el frontal rígido con ejes traseros suspendidos en suspensiones de ballesta semielípticas, con frenos inicialmente solo en las ruedas traseras. Frenos en las cuatro ruedas con un servo mecánico fueron introducidos en 1925. Estaba equipado con el famoso radiador de tapa triangular de Rolls-Royce, los primeros ejemplos tenían listones horizontales de acabado esmaltado, después de acabado níquel y finalmente situándose verticales.
En 1920 un chasis costaba £1100 con, típicamente, un coche completamente carrozado de paseo costando alrededor £1600. Con el peso de la carrocería recomendada por la fábrica el coche podía alcanzar 60 mph (97 km/h), pero muchos propietarios tenían grandes limusinas, con el inevitable detrimento en el rendimiento del vehículo.

## Carrocería
Solo el chasis y las parte mecánicas eran fabricadas por Rolls-Royce. La carrocería era fabricada e instalada por un carrocero elegido por el propietario. Algunos de los más famosos fabricantes de carrocerías que producían el cuerpo del vehículo para Rolls-Royce eran Barker, Park Ward, Thrupp & Maberly, Mulliner y Hooper.

## Apariciones en el cine
Algunas películas en las que aparece el Twenty son: La batalla de los sexos (1959), El abominable Dr. Phibes (1971), Candleshoe (1977), etc.

## Galería

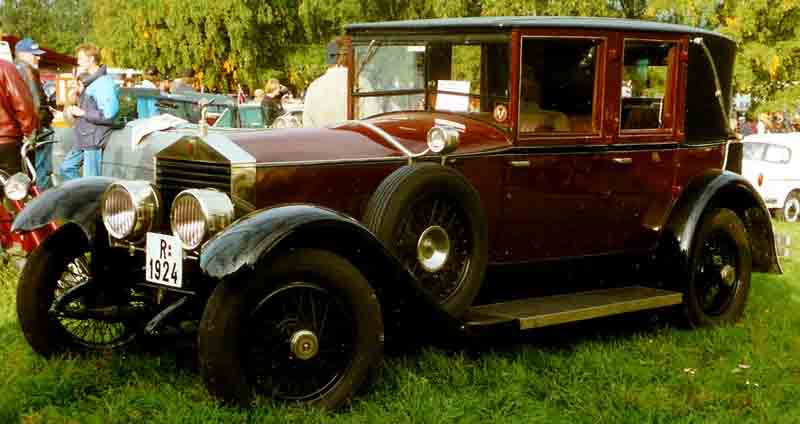
Rolls-Royce Twenty de 1924
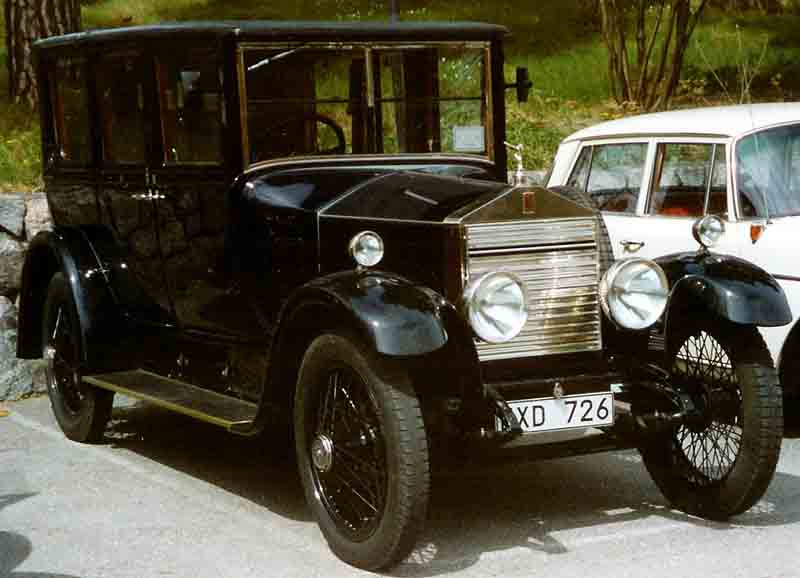
Rolls-Royce Twenty Landaulet de 1925
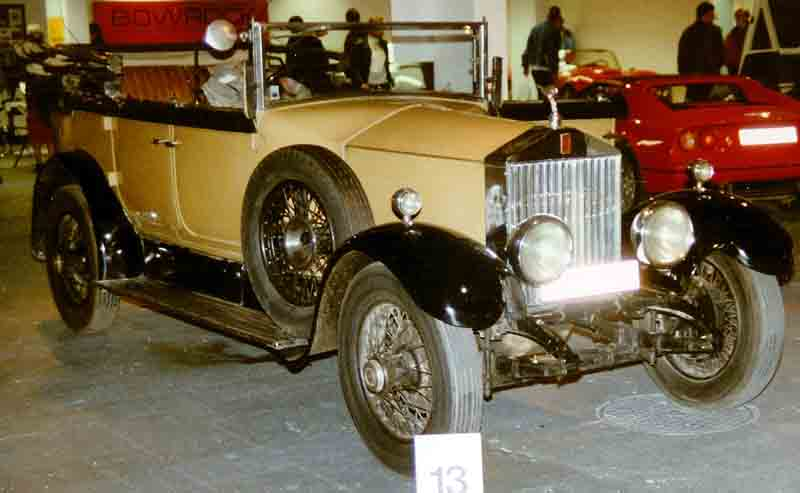
Rolls-Royce Twenty
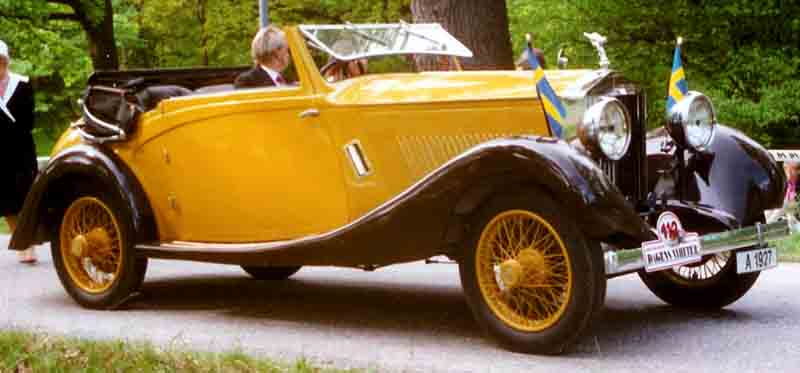
Rolls-Royce Twenty Coupé Cabriolet 1927
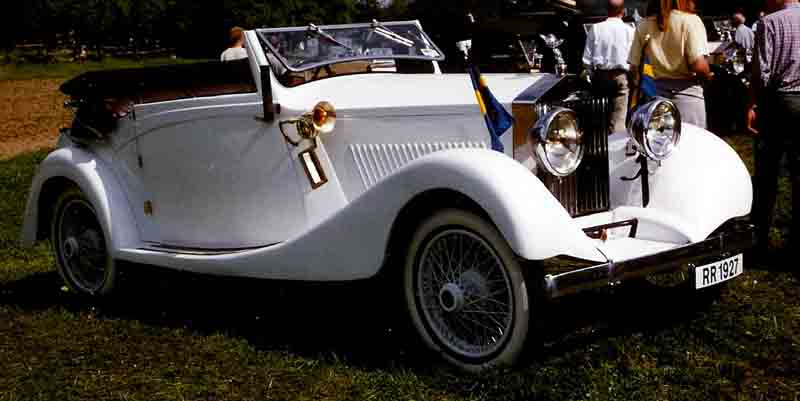
Rolls-Royce Twenty Coupé Cabriolet 1927
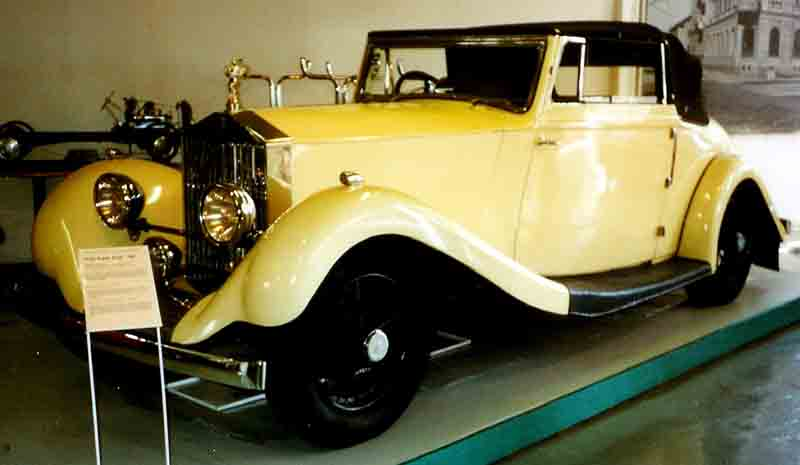
Rolls-Royce Twenty Coupé Cabriolet 1927